# Victor von Schirach
Victor Apollinaire Bartolomei von Schirach-Szmigiel, född 24 maj 1984 i Gdynia, Polen, är en svensk, internationellt verksam skådespelare. von Schirach är uppvuxen på Drottningholm, Lovön i Stockholms län. 
Victor von Schirach utbildades vid Teaterhögskolan i Göteborg (numera Högskolan för scen och musik) 2009–2012. Dessförinnan bedrev han studier vid Stockholms teaterinstitut 2007–2008 och Kulturama 2006–2007. Han slog igenom som Johan i Elsas värld år 2012. Han fick även pris för bästa skådespelare i Cannes Underground Film Festival för rollen som Janne i långfilmen Aerobics – A Love Story. von Schirach medverkade som karaktären Osvald i TV-serien Svartsjön.

## Filmografi (i urval)

### Skådespelare
- 2009 – Hjälp! (TV-serie)
- 2011 – Bron (TV-serie)
- 2011 – Puss
- 2011 – En man med litet ansikte
- 2011 – Elsas värld (TV-serie)
- 2012 – Före finalen
- 2012 – Arne Dahl: Ont blod
- 2013 – Kung Liljekonvalje av dungen
- 2014 – Slaktarens vals (TV-serie)
- 2014 – Hasselhoff – en svensk talkshow (TV-program)
- 2014 – Viva Hate (TV-serie)
- 2015 – Aerobics – A Love Story
- 2016 – Huldra: Lady of the Forest
- 2016 – Videomannen
- 2016 – Svartsjön (TV-serie)
- 2017 – Vår tid är nu (TV-serie)
- 2017 – Kommissarien och havet (TV-serie)
- 2017 – Enkelstöten (TV-serie)
- 2018 – Videomannen
- 2018 – Operation Ragnarök
- 2019 – Kungen av Atlantis
- 2019 – Ankdammen
- 2019–2020 – Ture Sventon och Bermudatriangelns hemlighet (TV-serie)
- 2020 – Maria Wern – En orättvis rättvisa
- 2020 – Lasse-Majas detektivbyrå – Tågrånarens hemlighet
- 2023 – Strandhotellet (TV-serie)
- 2025 – Genombrottet (TV-serie)

### Regi, manus & produktion
| 2016 | Pleasure                              | Ja | Ja | Ja |
| 2018 | Shortfilm for the Live Score Festival | Ja | Ja | Ja |
| 2018 | Guard the robe                        | Ja | Ja | Ja |
| 2018 | Klockan Åtta                          | Ja | Ja | Ja |